# Zoia Korvin-Krukovsky
Zoia Korvin-Krukovsky Lagerkrans (* 18. Januar 1903 in St. Petersburg; † 22. November 1999 in Stockholm) war eine russisch-schwedische Künstlerin.

## Leben
Zoia Lagerkrans stammte aus der Familie Korvin-Krukowsky und ging auf die Mädchenschule Smolny-Institut in St. Petersburg und wuchs in der Nähe des russischen Hofes auf und hatte zu dieser Zeit noch viele Erinnerungen an den Zaren Nikolaus II. Nach der russischen Revolution zwang man die Familie zum Umzug nach Moskau. Dort nahm sie ihr Studium an der Kunstakademie in Moskau auf. Sie war Schülerin von Wassily Kandinsky. 1922 heiratete sie den schwedischen kommunistischen Politiker Karl Kilbom (1885–1961) und verließ mit ihm Russland. Am 3. Januar 1938 heiratete sie den schwedischen Architekten Gunnar Lagerkrans (1898–1980).
Zoia Lagerkrans Stil waren die aus dem 13. Jahrhundert stammende italienische religiöse Kunst, die niederländische Blumenmalerei und die ostasiatischen klassischen Lackierungs- und Lackarbeiten. Sie bemalte Wände und ihre bekanntesten Motive waren Blumen und Stadtlandschaften, einschließlich Russische Kirchen auf der Grundlage von Blattgold und Gesso.
Es war nicht die russische Ikonenmalerei, die sie inspirierte, sondern der japanisch-französische Künstler Tsuguharu Foujita (1886–1968). Sie hatte bei ihm Privatunterricht in Paris. Dort nahm Zoia Lagerkrans (1925–1930) ein Studium an der Académie de la Grande Chaumière auf, wo sie auch bei Fernand Léger Unterricht nahm. In Paris war sie eng befreundet mit dem norwegischen Maler Per Krohg (1889–1965) und Nils von Dardel, einem schwedischen Maler und Künstler (1888–1943). Ihre Porträts machten Zoia Lagerkrans berühmt. Zu ihren Modellen gehörten u. a. die iranische Kaiserin Farah Pahlavi, König Hassan von Marokko, Leonid Breschnew, Königin Silvia von Schweden und die Mitglieder der Familie Wallenberg.

## Werke und Ausstellungen
- Solo-Ausstellung in der Galerie Bernheim-Jeune in Paris im Jahr 1929
- Sonnenblumen, Öl auf Gold,[3]